# Oxybasis

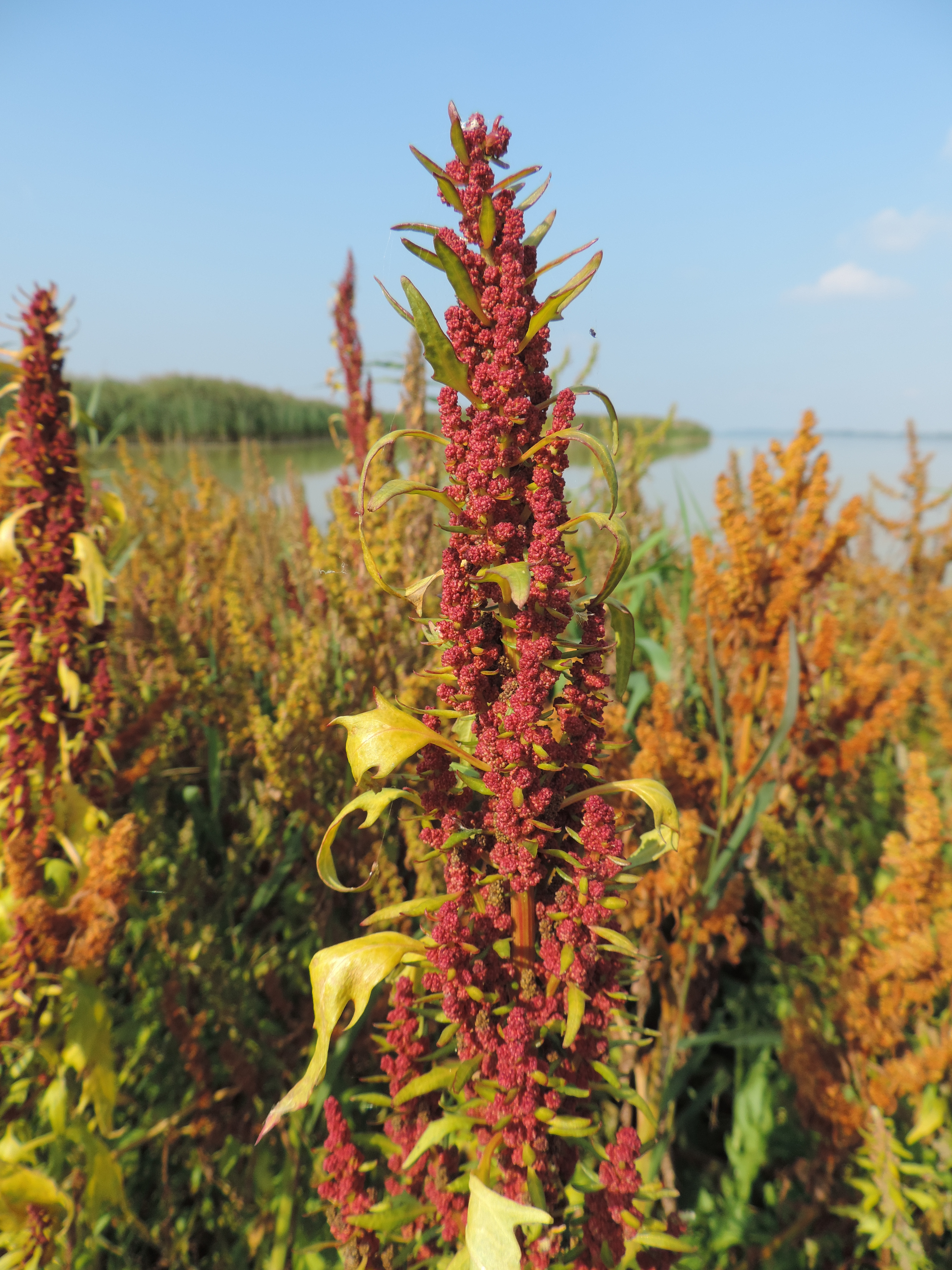
Komosa czerwonawa

Oxybasis – rodzaj roślin z rodziny szarłatowatych, w systemach klasyfikacyjnych w XX wieku gatunki tu należące zaliczane były do szeroko wówczas ujmowanego rodzaju komosa Chenopodium klasyfikowanego zwykle do komosowatych (Chenopodiaceae). Obejmuje 13 gatunków. Rośliny te występują w strefach umiarkowanych obu półkul. W Polsce trzy gatunki występują jako rodzime – komosa sina O. glauca, komosa czerwonawa O. rubra i komosa solniskowa O. chenopodioides oraz jeden introdukowany i zadomowiony – komosa trójkątna O. urbica.

## Morfologia
PokrójRośliny jednoroczne o pędach nagich lub omączonych, rozgałęzionych, prosto wzniesionych, podnoszących się lub płożących.
LiścieSkrętoległe, ogonkowe, o blaszce zwykle mniej lub bardziej mięsistej, lancetowatej, rombowatej do trójkątnej i oszczepowatej, całobrzegiej lub ząbkowanej.
KwiatyObupłciowe i jednopłciowe, dwojakiego rodzaju w obrębie kwiatostanów, zebrane w zwarte kłębiki tworzące kłosopodobne lub wiechowate kwiatostany szczytowe lub wyrastające z kątów liści. W obrębie kwiatostanów podsadek czasem brak, ale na ogół występują lub skupienia kwiatów wsparte są liśćmi. Szczytowe kwiaty w pęczkach zwykle są obupłciowe. Liczba listków ich okwiatu wynosi od 3 do 5 i są one wolne lub zrośnięte tylko u nasady. Kwiaty te zawierają zwykle pojedynczy pręcik, rzadziej jest ich od 2 do 5. Zalążnia jest górna, zwieńczona jest szyjką z 2, rzadziej 3 znamionami. Boczne kwiaty w pęczkach są zwykle tylko żeńskie. Ich okwiat składa się z trzech, rzadko czterech listków, w różnym stopniu zrośniętych, pręcików brak (rzadko jest pojedynczy), szyjka słupka zwieńczona jest dwoma znamionami.
OwoceJednonasienne orzeszki o owocni odstającej lub luźno przylegającej do łupiny nasiennej. Nasiona są kulistawe lub jajowate, gładkie lub pomarszczone siateczkowato lub drobno dziurkowane, brązowe do czarnych.

## Systematyka
Rodzaj z rodziny szarłatowatych Amaranthaceae w jej szerokim ujęciu (obejmującym komosowate Chenopodiaceae). W obrębie rodziny rodzaj należy do podrodziny komosowych Chenopodioideae i plemienia Chenopodieae lub w innym ujęciu Atripliceae.
Rodzaj należy do grupy wyróżnionych w XIX wieku i później łączonych w szeroko ujmowany rodzaj komosa Chenopodium. Na początku XXI wieku, zastosowanie metod molekularnych wykazało, że tradycyjne, szerokie ujęcie rodzaju Chenopodium powoduje, że nie jest to takson monofiletyczny (różne grupy gatunków okazały się bliżej spokrewnione z rodzajami łoboda Atriplex, szpinak Spinacia czy świniochwast Axyris, niż z sobą nawzajem). W wąskim ujęciu rodzaj Chenopodium okazał się siostrzany grupie obejmującej rodzaj łoboda Atriplex. Wcześniej na drzewie filogenetycznym prowadzącym do tej grupy oddzielił się rodzaj Lipandra, a jeszcze wcześniej – klad obejmujący Oxybasis i siostrzany względem niego rodzaj Chenopodiastrum.
Wykaz gatunków
- Oxybasis ambigua (R.Br.) de Lange & Mosyakin
- Oxybasis amurensis (Ignatov) Mosyakin & de Lange
- Oxybasis antarctica (Hook.f.) Mosyakin
- Oxybasis chenopodioides (L.) S.Fuentes, Uotila & Borsch – komosa solniskowa
- Oxybasis glauca (L.) S.Fuentes, Uotila & Borsch – komosa sina
- Oxybasis gubanovii (Sukhor.) Sukhor. & Uotila
- Oxybasis macrosperma (Hook.f.) S.Fuentes, Uotila & Borsch
- Oxybasis mexicana (Moq.) Sukhor.
- Oxybasis micrantha (Trautv.) Sukhor. & Uotila
- Oxybasis parodii (Aellen) Mosyakin & de Lange
- Oxybasis rubra (L.) S.Fuentes, Uotila & Borsch – komosa czerwonawa
- Oxybasis salina (Standl.) Uotila
- Oxybasis × schulzeana (Murr) Mosyakin
- Oxybasis urbica (L.) S.Fuentes, Uotila & Borsch – komosa trójkątna